# Бергман, Джордж
Джордж Марк Бергман (англ. George Mark Bergman; 22 июля 1943; Бруклин, Нью-Йорк) — американский математик.

## Биография
Учился в средней школе Стайвесант в Нью-Йорке, в 1968 году окончил Гарвардский университет со степенью доктора философии, защитив докторскую диссертацию «Commuting elements in free algebras and related topics in ring theory» под руководством Джона Тейта. Работал ассистентом профессора в Калифорнийском университете в Беркли, затем в 1974 году адъюнкт-профессором, с 1978 года полный профессор.

## Научная деятельность
Основной областью исследований являются алгебра, в том числе ассоциативное кольцо, универсальная алгебра, теория категорий и построение контрпримеров. Математическая логика дополнительная область его работы. С 2009 года на пенсии, но не оставил педагогическую деятельность.
С 2013 года член первого класса стипендиатов Американского математического общества.
В 1974 году приглашенный докладчик на Международном конгрессе математиков в Ванкувере с докладом «Some category-theoretic ideas in algebra (a too-brief tour of algebraic structure, monads and the adjoint tower».

## Публикации
- Bergman, George M., Hausknecht, Adam O. Cogroups and co-rings in categories of associative rings (англ.). — A.M.S. Math. Surveys and Monographs. — 1996. — Vol. 45. — P. 388. — ISBN 0-8218-0495-2.
- Bergman, George M. The index of a group in a semigroup (англ.). — Pacific J. Math.. — 1971. — Vol. 36. — P. 55—62. — doi:10.2140/pjm.1971.36.55.
- Bergman, George M. The diamond lemma for ring theory (англ.). — Advances in Mathematics, 1978. — Vol. 29. — P. 178—218. — doi:10.1016/0001-8708(78)90010-5.
- Bergman, George M. Modules over coproducts of rings (англ.). — Trans. Amer. Math. Soc., 1974. — Vol. 200. — P. 1—32. — doi:10.2307/1997246.
- Bergman, George M. Coproducts, and some universal ring constructions (англ.). — Trans. Amer. Math. Soc., 1974. — Vol. 200. — P. 33—88. — doi:10.2307/1997247.
- Bergman, George M. Rational relations and rational identities in division rings (англ.). — J. Algebra, 1976. — Vol. 43. — P. 252—266.
- Bergman, George M. An Invitation to General Algebra and Universal Constructions (англ.). — Universitext, Springer, 2015. — ISBN 978-3-319-11477-4. — doi:10.1007/978-3-319-11478-1.
- Bergman, George M. Homomorphic images of pro-nilpotent algebras (англ.). — Illinois Journal of Mathematics. — Vol. 55. — P. [719—748] (col. 3). — doi:10.1215/ijm/1369841782.
- Bergman, George M. Generating infinite symmetric groups (англ.). — Bulletin of the London Mathematical Society, 2006. — Vol. 38, iss. 3. — P. 429—440. — doi:10.1112/S0024609305018308. — arXiv:math/0401304.
- Co-groups and co-rings in categories of associative rings (англ.) / with Adam O. Hausknecht. — American Mathematical Society. — Mathematical Surveys and Monographs, 1996. — Vol. 45. — ISBN 0-8218-0495-2.
- Bergman, George M. Embedding rings in completed graded rings 4. Commutative algebras (англ.). — Journal of Algebra[англ.], 1983. — Vol. 84. — P. [62—106] (col. 1). — doi:10.1016/0021-8693(83)90068-6.
- Bergman, George M. The diamond lemma for ring theory (англ.). — Advances in Mathematics, 1978. — Vol. 29. — P. [178—218] (col. 2). — doi:10.1016/0001-8708(78)90010-5.
- Bergman, George M. Rational relations and rational identities in division rings. II (англ.). — Journal of Algebra. — Vol. 43. — P. [267—297] (col. 1). — doi:10.1016/0021-8693(76)90160-5.
- Bergman, George M. Coproducts and some universal ring constructions (англ.). — Transactions of the American Mathematical Society, 1974. — Vol. 200. — P. 33—88. — doi:10.1090/S0002-9947-1974-0357503-7.